# Neugraben (Großer Galgenteich)
Der Neugraben ist ein Kunstgraben südwestlich von Altenberg im Osterzgebirge. Der aus dem 16. Jahrhundert stammende Graben diente der Zuführung von Aufschlagwasser für die Zinnaufbereitung des lokalen Bergbaus.

## Verlauf
Der etwa sieben Kilometer lange Graben beginnt als Zusammenfluss mehrerer kleiner Gräben südwestlich der knapp 900 Meter hohen Lugsteine (Kleiner Lugstein 896 m ü. NHN, Großer Lugstein 897 m ü. NHN). Im niederschlagsreichen Gebiet um die Lugsteine und den Kahleberg (Jahresniederschläge mit 1100 Millimeter) befand sich einst ein 180 Hektar großes Moorgebiet, von dem heute noch das Georgenfelder Hochmoor verblieben ist. Ausgehend von diesem Moorgebiet verläuft der Neugraben um die Südwest-, West- und Nordostseite des Kahleberges und sammelt auf diesem Weg das Quell- und Niederschlagswasser an den Flanken. Zudem wird auch ein Teil des Quellwassers des Pöbelbaches eingebunden. Über einen Abschlag unmittelbar nördlich der Staatsstraße 182 zwischen Altenberg und Rehefeld kann das gesamte Wasser des Neugrabens dem Pöbelbach zugeführt werden. Sein gesammeltes Wasser führt der Neugraben dann von Westen her dem Großen Galgenteich zu.

## Geschichte

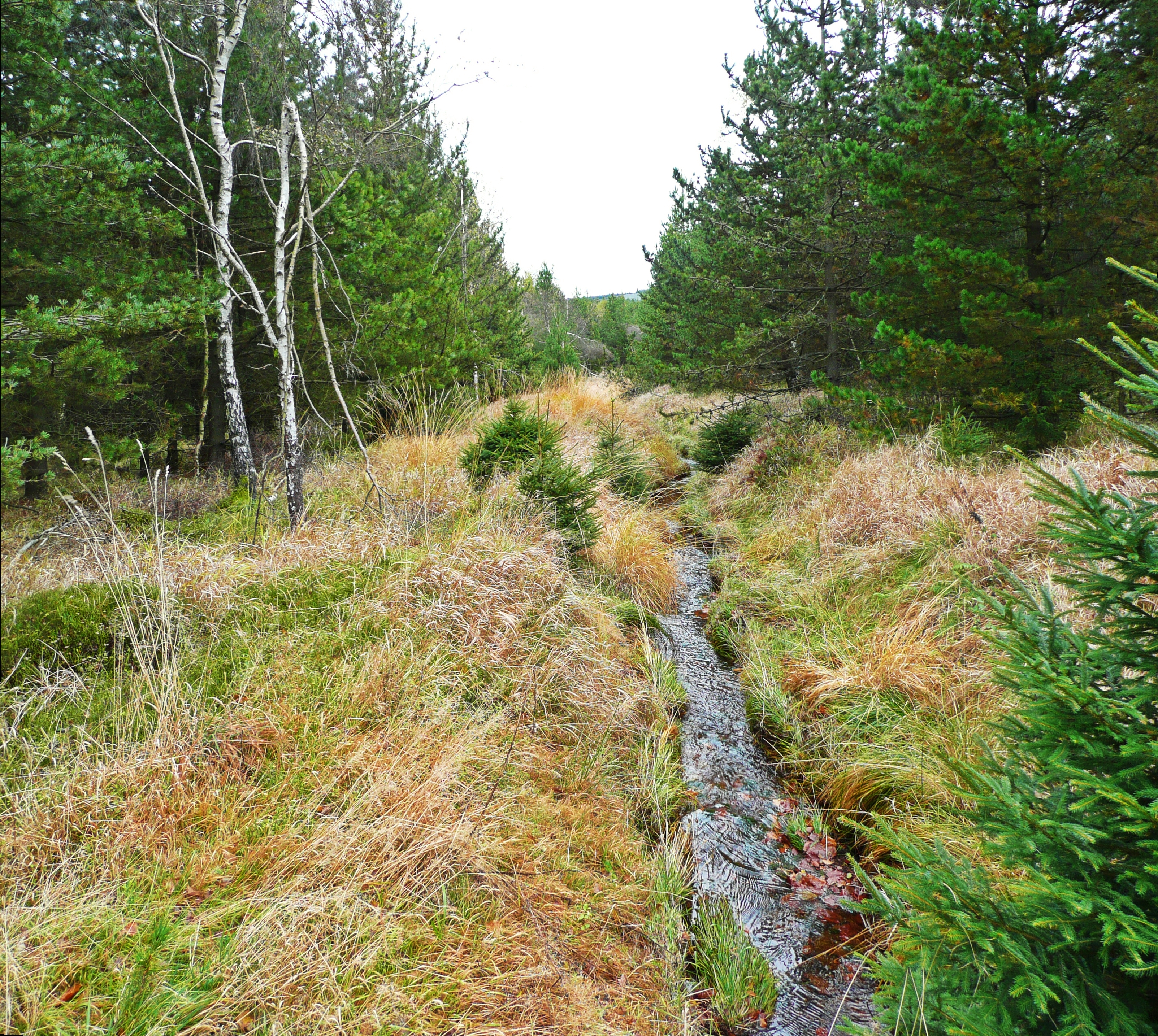
Der Neugraben an der Westflanke des Kahleberges

Im Bereich der im Mittel 750 m ü NHN. hoch gelegenen Bergstadt Altenberg befindet sich eine der bedeutendsten Zinnerzlagerstätten des europäischen Festlandes. Etwa um 1440 begann hier der Abbau im Festgestein. Der Zinngehalt im geförderten Erz betrug im Durchschnitt aber nur 0,76 %. Diese feine Verteilung bedingte eine umfangreiche Aufbereitung in zahlreichen Pochwäschen. Hier wurde das Zinn aus den zuvor unter Millimetergröße zerpochten Zwitter ausgewaschen.
Die Altenberger Pochwäschen konzentrierten sich im Tal des Tiefenbaches zwischen Altenberg und Geising. Allerdings reichten die Wassermengen des Baches zur Versorgung der 16 Pochwäschen mit ihren zeitweise mehr als 1000 Pochstempeln nicht aus. Die Lage Altenbergs auf der Wasserscheide zwischen Müglitz und Roter Weißeritz führte zu Problemen bei der Bereitstellung von Aufschlagwasser für die Aufbereitungsanlagen. Um diesem abzuhelfen, wurde bereits zwischen 1452 und 1458 der Aschergraben als künstlicher Graben angelegt, um den Pochwäschen sowohl Wasser aus den niederschlags- und moorreichen Kammlagen des Osterzgebirges sowie aus angeschnittenen Bächen zuzuführen.
Der im 16. Jahrhundert einsetzende Aufschwung des Bergbaus (etwa um 1555 durch Einbau zweier neuer Kunstgezeuge im Römerschacht) erforderte eine Erweiterung der Versorgung mit Aufschlagwasser. Vor diesem Hintergrund wurden um 1545 der Große Galgenteich und der Kleine Galgenteich als Wasserreservoire angelegt. Die Hauptzuflüsse zu den Galgenteichen stellten die in den 1550er Jahren angelegten Kunstgräben des Neugrabens und des Quergrabens dar. Beide Gräben zusammen führten das Niederschlags- und Schmelzwasser eines etwa 100 Quadratkilometer großen Gebietes dem Altenberger Bergbau zu.
Der Neugraben wurde erstmals 1554 in einer Bergwerksabrechnung als nauer Graben erwähnt. Ursprünglich begann der Graben als Abzweig eines Wasserlaufes im Pfaffenbusch (heute im Bereich der neu errichteten Biathlon Arena Osterzgebirge gelegen). Im Jahre 1580 wurde er bis an das westliche Ende des Georgenfelder Hochmoors verlängert, das er fortan direkt entwässerte.
Der Neugraben war bis in die jüngere Vergangenheit hinein ein wichtiger Bestandteil der Wasserwirtschaft im Altenberger Bergbau. 1954 wurde in Rehefeld eine Pumpstation in Betrieb genommen, die auch Wasser aus der Wilden Weißeritz in den Graben leitete. Der Graben ist zudem einer der Hauptzuflüsse für den Speicher Altenberg, der ab 1987 zur Deckung des gestiegenen Brauchwasserbedarfs der Altenberger Zinnaufbereitung angelegt wurde.
Insgesamt ist der Neugraben eine der ältesten erhaltenen Anlagen der bergmännischen Wasserwirtschaft im Erzgebirge und zugleich ein bedeutender Sachzeuge aus der ersten Blütezeit des Altenberger Bergbaus. Er gilt zudem als technische Meisterleistung. Der Graben hat zwischen Beginn und Ende einen Höhenunterschied von etwa 75 Metern. Das Gefälle liegt lediglich bei 1:90.